# Brotxa (eina)
Una  brotxa  és un instrument consistent en un conjunt de cerres unides a un mànec que s'utilitza per que pintar, maquillar o per a altres fins.
La brotxa és una escombreta que recull retenint entre les seves fibres un cert material per després distribuir-lo uniformement sobre una superfície. Aquest material pot ser líquid o pulverulent com ara pintura, vernís, pols de maquillatge, crema d'afaitar, etc. Les brotxes s'utilitzen per a diversos propòsits entre els quals destaquen la pintura de murs i altres superfícies i tasques d'higiene i embelliment.
Una brotxa estàndard es compon de tres parts:
- El  mànec , de diferents llargades, generalment, de fusta, també poden ser de plàstic.
- Les  cerres , consistents en pèls d'animal (senglar, porc, cavall, etc.) Encara que també existeixen de niló i altres materials sintètics.
- La  virolla  o peça metàl·lica que separa les cerres del mànec.

## Brotxes de pintura
La brotxa és un instrument imprescindible dins del maletí del pintor que sol comptar amb unitats de diversa grandària i gruix per a diferents usos.
Es poden distingir dos tipus de pinzell: les planes i les rodones. Les primeres s'utilitzen per a cobrir superfícies grans i llises imprimint brotxades llargs. Com més ampla és la brotxa major superfície és capaç d'abastar. Les brotxes rodones s'utilitzen per pintar superfícies estretes o irregulars o per fer tasques delicades com lacat o envernissat.
Una bona brotxa ha de tenir les cerres compactes per donar un tractament uniforme a la superfície i prou flexibles com per no formar cap estria. Les brotxes de cerres sintètiques són més bastes pel que no es recomanen per a treballs de detall.
Perquè una brotxa sigui considerada de bona qualitat, cal que les cerres hagin estat adherides en la seva fabricació amb adhesiu epòxid, en cas contrari les cerres es desprendran durant el pintat.
Si es vol emprar pintures làtex o a l'aigua, el millor són les brotxes de cerres sintètiques. Per treballar amb laques, esmalt sobre pintures epoxi són recomanables les brotxes de cerres naturals: les de porcí o les de cavall ofereixen bons resultats.

### Manteniment de la brotxa
Per mantenir les brotxes en bon estat, és imprescindible netejar en profunditat després de cada ús. Si les pintures usades són l'aigua, es poden rentar posant sota l'aixeta però si estan basades en dissolvent, s'haurà d'utilitzar aiguarràs o un altre dissolvent per a la seva neteja.
En estrenar una brotxa cal submergir en líquid durant unes hores per eliminar els pèls solts. Es recomana utilitzar aigua per a les brotxes de fibres naturals o oli de llinosa per a les sintètiques.

## Brotxes de maquillatge

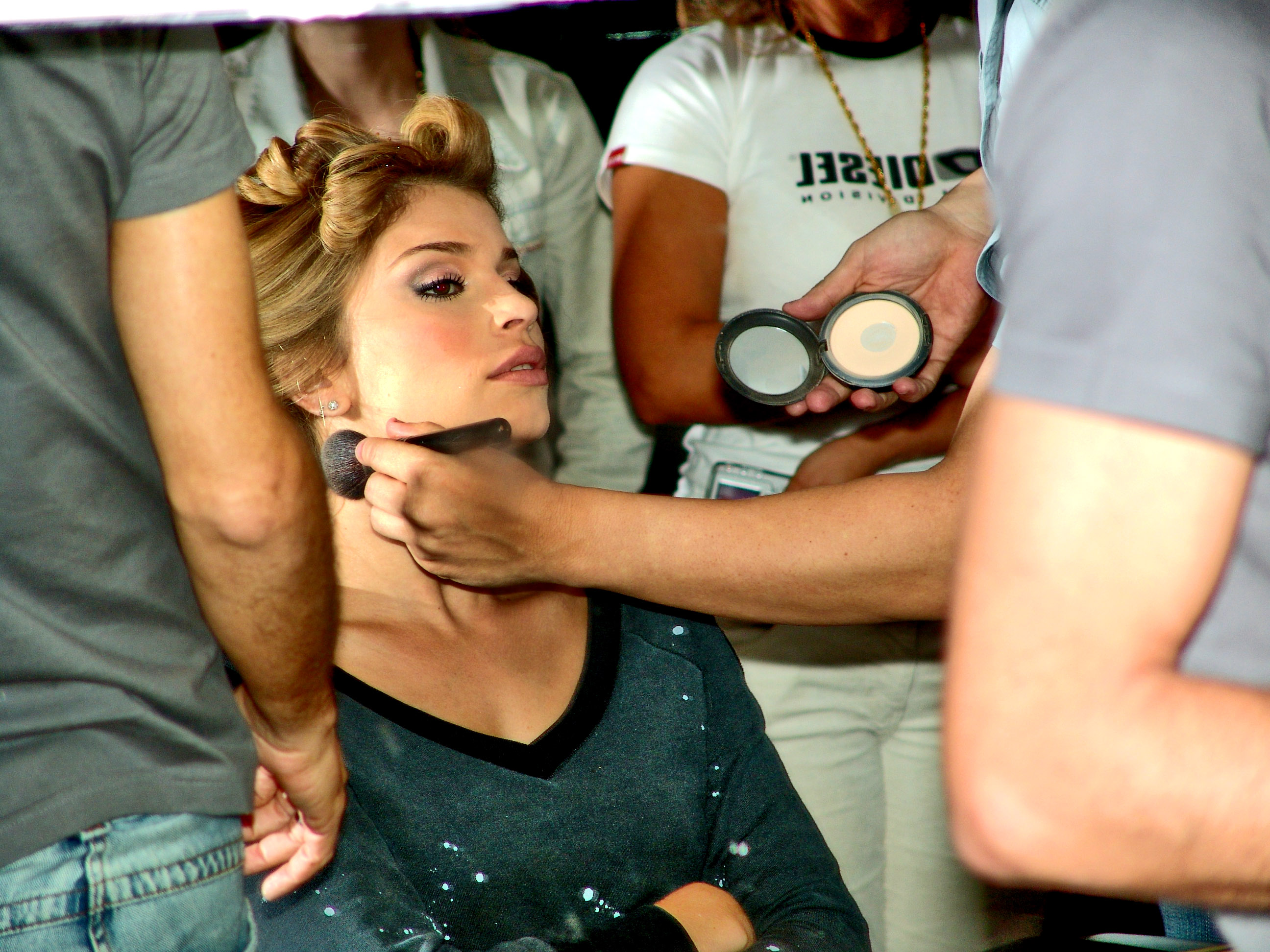
Maquillatge amb brotxa

Les brotxes s'utilitzen també per a distribuir les pols de maquillatge per la cara. Les seves cerres són naturals, principalment, de marta, teixó o poni. Hi ha diferents formes de brotxa adequades a diferents usos. Entre aquestes, destaquen:
- Pinzell per a pols.  Serveixen per a distribuir les pols de maquillatge per a la Cara.
- Pinzell per coloret.  Més estreta que l'anterior, serveix per a dosificar el coloret sobre les zones desitjades. També existeixen models en diagonal que permeten d'ajustar la dosificació del coloret.

Per a usos més precisos com pintar els ulls, els llavis o crear ombres s'empra instruments més estrets i precisos com són els pinzell.
Es recomana de netejar les brotxes un cop per setmana aplicant-hi aigua i sabó i deixant-les assecar-se lliurement. Per a la seva millor conservació, és convenient de guardar-les dins del seu necesser o l'estoig en el qual eren, després de cada ús.

## Brotxes d'afaitada
Article principal: Brotxa d'afaitar 

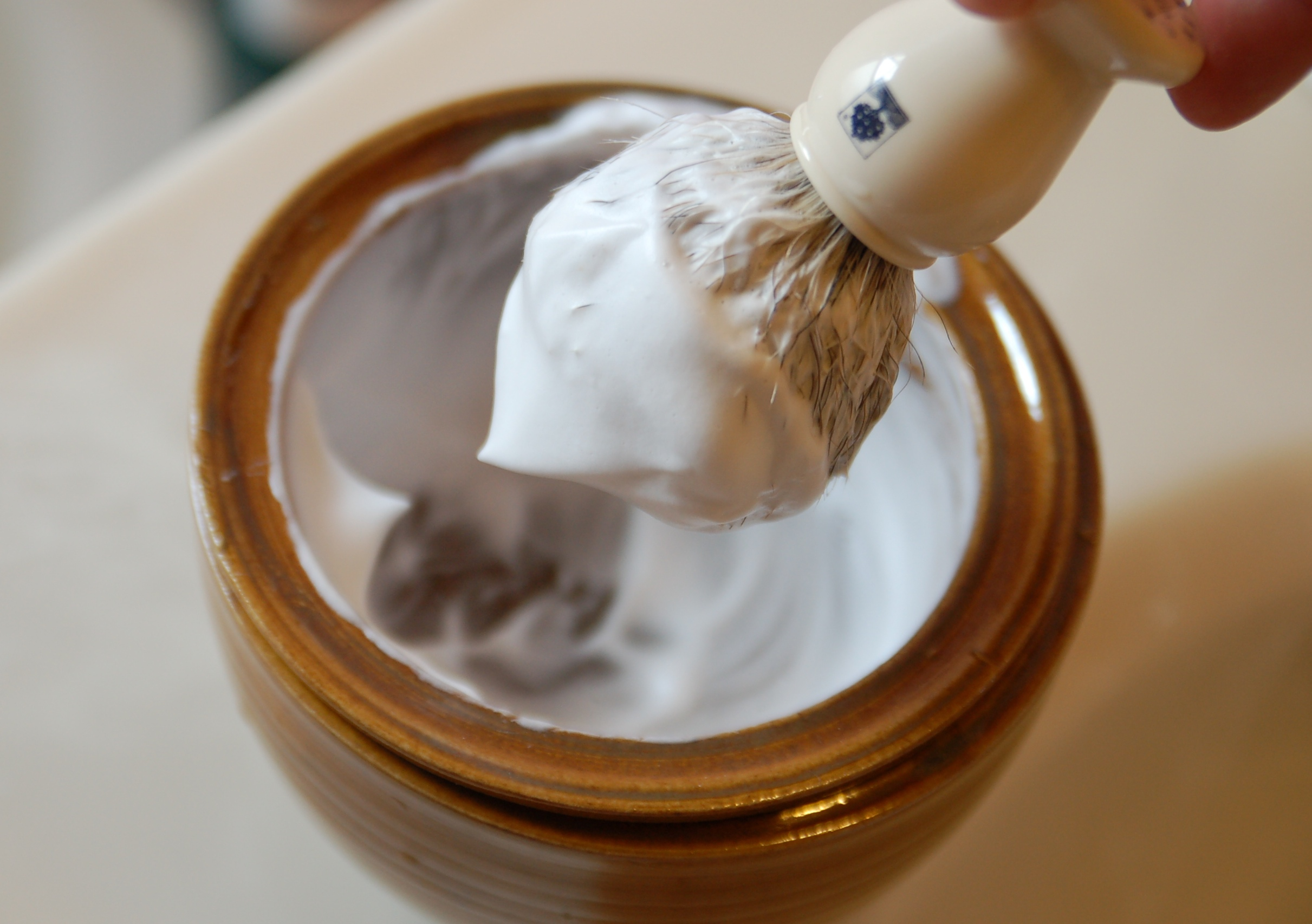
Brotxes d'afaitar

 Les brotxes són eines que s'utilitzen també en el procés d'afaitament masculí. Abans de ser substituïdes per gel és i escumas de fabricació industrial, les brotxes eren l'instrument habitual per a distribuir l'escuma per la cara de l'usuari. Encara avui, atesos els seus bons resultats, es continuen de comercialitzar amb els sabons d'afaitar.
Una bona brotxa ha de ser de pèls naturals encara que també existeixen brotxes sintètiques. Les que millors resultats produeixen són les de teixó plata. Les cerres de l'animal absorbeixen l'aigua utilitzant-se també per a fer escuma. La brotxa humitejada en aigua calenta s'agita sobre la pastilla de sabó fins que s'ha fet una escuma densa i abundant. Després, es distribueix per la cara cobrint els borrissols de la barba.
Un altre avantatge de la brotxa davant d'altres sistemes d'afaitada és que retira les cèl·lules mortes en discórrer per sobre de la pell i que eleva els borrissols de la barba mantenint-lo ferms davant el pas de la fulla.